# Tożsamość europejska
Tożsamość europejska, tożsamość paneuropejska – zespół postaw, które odnoszą się do osobistej lub zbiorowej identyfikacji z Europą i odczuwanie związku z kulturą i historią europejską. Obejmuje większy obszar niż patriotyzm – identyfikowanie się z własnym narodem, ale mniejszy niż kosmopolityzm – utożsamianie się z całym rodzajem ludzkim.

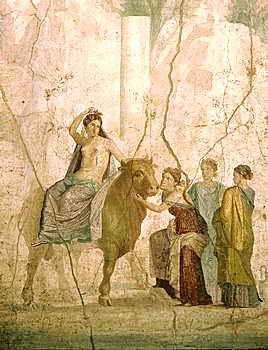
Europa jest pojęciem szerszym względem Unii Europejskiej, obejmuje obszar państw, które do UE nie należą oraz jest dziedzictwem historyczno-kulturowym, które powstało przed 1993 rokiem.

Czynniki wpływające na definiowanie tożsamości europejskiej:
- Wspólna historia
- Wspólne dziedzictwo kulturowe i religijne
- Symbole europejskie oraz symbole Unii Europejskiej
  - Dzień Europy
  - Flaga europejska
  - Hymn Europy
- Organizacje międzynarodowe (np. Rada Europy, Organizacja Bezpieczeństwa i Współpracy w Europie, Europejska Agencja Kosmiczna)
  - Organy i instytucje działające przy tych organizacjach: Zgromadzenie Parlamentarne Rady Europy, Europejski Trybunał Praw Człowieka itd.
- Organizacje ponadnarodowe (np. Europejska Wspólnota Węgla i Stali, Unia Europejska, Unia Zachodnioeuropejska)
  - ponadnarodowe instytucje: Parlament Europejski, Komisja Europejska, Rada Europejska, Rada Unii Europejskiej, Europejski Bank Centralny, Trybunał Sprawiedliwości Unii Europejskiej itd.
  - działania podejmowane w ramach organizacji ponadnarodowych: wspólna waluta, brak kontroli granicznych, unia celna, wspólne misje wojskowe, wspólna dyplomatyczna reprezentacja w krajach trzecich, obywatelstwo Unii Europejskiej, jeden wzór paszportu, wybory bezpośrednie do Parlamentu Europejskiego, euroband, internetowa domena .eu itp.
- Inne organizacje paneuropejskie (np. Europejska Unia Nadawców, UEFA)
- Ogólnoeuropejskie wydarzenia muzyczne (np. Konkurs Piosenki Eurowizji, MTV Europe Music Awards)
- Ogólnoeuropejskie wydarzenia sportowe (np. Mistrzostwa Europy w piłce nożnej, Mistrzostwa Europy w lekkoatletyce, Liga Mistrzów UEFA, Liga Europy UEFA, koszykarska Euroliga)
- Zawody sportowe, w których Europę reprezentuje jedna drużyna (np. Ryder Cup)